# Avenue des Cattleyas
L'avenue des Cattleyas (en néerlandais : Cattleyalaan) est une rue bruxelloise de la commune d'Auderghem et de Woluwe-Saint-Pierre qui relie  l'avenue des Frères Legrain à l'avenue Gabriel Émile Lebon sur une longueur de 200 mètres. La numérotation des habitations va de 1 à 67 pour le côté impair et de 22 à 36 pour le côté pair.

## Historique et description
Le cattleya est une plante de la famille des orchidacées. Ces fleurs furent cultivées pendant un certain temps dans les serres du château Lambeau, à hauteur du square de l'Europe (Woluwe-Saint-Pierre).
L'avenue est proche du Den vogel sanc (Le chant d'Oiseaux) qui apparaît déjà sur la carte dessinée par J. Van Werden, en 1659. 
L'avenue est longue d'à peine 50 m sur le territoire d'Auderghem et le reste sur Woluwe-Saint-Pierre. Sa jonction avec Auderghem eut lieu vers 1960, lorsque l'avenue Lebon fut ouverte à la circulation.
Auderghem ne compte que trois habitations à l'avenue des Cattleyas.

## Situation et accès
| ___ | Ce site est desservi par les stations de métro : Pétillon et Hankar. |

## Galerie

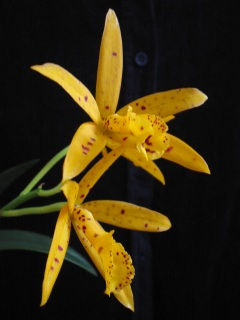
Fleur - cattleya